# Solenocera barunajaya
Solenocera barunajaya is een tienpotigensoort uit de familie van de Solenoceridae. De wetenschappelijke naam van de soort is voor het eerst geldig gepubliceerd in 1994 door Crosnier.